# István Bethlen
Dans le nom hongrois Bethlen István, le nom de famille précède le prénom, mais cet article utilise l’ordre habituel en français István Bethlen, où le prénom précède le nom.
Le comte István Bethlen de Bethlen, né le 8 octobre 1874 et mort le 5 octobre 1946, est une personnalité politique hongroise. Il fut Premier ministre de Hongrie du 14 avril 1921 au 24 août 1931.

## Biographie

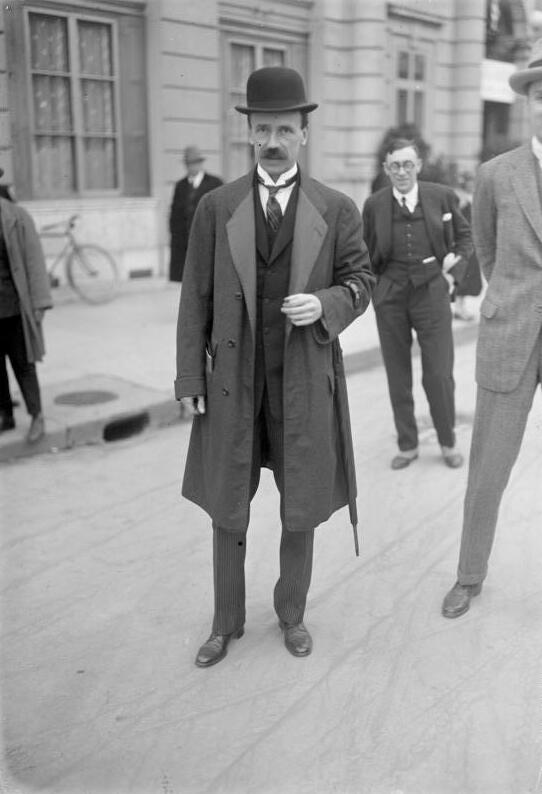
István Bethlen en 1930.

Issu de l'aristocratie transylvanienne, István Bethlen est élu en 1901 député du parlement hongrois, sous l'étiquette libérale. Après la Première Guerre mondiale et l'éclatement de l'Autriche-Hongrie, il représente le gouvernement républicain hongrois à la conférence de paix de Paris. 
Lorsque le régime républicain est renversé par un coup d'État communiste, Bethlen rentre en Hongrie pour y participer, avec l'amiral Miklós Horthy, au contre-gouvernement basé à Szeged. Après la chute de la république des conseils de Hongrie, le royaume de Hongrie est restauré, Horthy en assumant la régence. Bethlen est, quant à lui, réélu au parlement.
En 1921, après les tentatives de l'ancien empereur Charles Ier d'Autriche pour monter sur le trône hongrois, Horthy fait appel à István Bethlen pour diriger le gouvernement, avec pour mission de mettre sur pied un État fort, capable de résister à de nouvelles tentatives de déstabilisation.
Bethlen fonde le Parti de l'unité nationale, qui s'assure la majorité au parlement grâce à des lois électorales sur mesure. Sa politique contribue à assurer une certaine stabilité au régime autoritaire dirigé par Horthy. Il obtient l'entrée de la Hongrie à la Société des Nations et tente, sans succès, d'obtenir la révision du traité de Trianon, qui avait amputé la Hongrie d'une grande partie de son territoire.
Parmi les réformes novatrices, il introduit un système d'assurance-maladie et vieillesse pour les ouvriers, sans l'étendre cependant aux paysans.
En 1931, les effets de la Grande Dépression se faisant sentir sur l'économie hongroise, Bethlen perd la confiance du régent et se trouve remplacé par Gyula Károlyi, vite remplacé lui-même par Gyula Gömbös, partisan du fascisme dont l'arrivée au gouvernement marque le virage à droite du régime.
Privé de son influence, István Bethlen s'oppose en vain à l'alliance de la Hongrie avec l'Allemagne nazie. Durant la Seconde Guerre mondiale, il tente vainement de prendre contact avec les Alliés pour négocier une paix séparée. Lorsque Budapest est définitivement conquise par l'Armée rouge, Bethlen est arrêté et déporté en Union soviétique. Il meurt en captivité à Moscou le 5 octobre 1946.